# Martin Jarolímek
Martin Jarolímek (* 2. listopadu 1955 Praha) je český psychiatr, psychoterapeut, bývalý primář Denního psychoterapeutického sanatoria Ondřejov v Praze.
Je českým odborníkem v oblasti komplexní terapie psychóz, tématu s věnuje již více než 30 let. Publikoval řadu článku a brožur na toto téma. V roce 2018 byla vydána jeho kniha Já blázním s vámi. Jako primář sanatoria Ondřejov se touto problematikou zabývá jak v rámci skupinové, tak individuální terapie. Založil řadu různých organizací na pomoc lidem s psychotickou poruchou. Nejznámější z jeho projektů je kavárna Café na půl cesty v Praze 4, kde již po 20 let probíhá pracovní rehabilitace těchto lidí. Tento smělý počin byl inspirací ke vzniku dalších tréninkových kaváren pro lidi jak s duševním, tak tělesným postižením. Od roku 1988 se společně se svými kolegy aktivně podílel na procesu transformace psychiatrické péče v ČR.
Ve svém terapeutickém přístupu kombinuje prvky různých psychoterapeutických škol a zkušenosti získané v zahraničí.

## Dílo
- Já blázním s vámi. Galén, Praha, 2017.
- Zuzanin příběh: jak se vyrovnat se schizoafektivní poruchou. Janssen-Cilag, Praha, 2012.
- Deník deprese. Oswald Schorm, Praha, 2009.
- Příběh opravdového schizofrenika, O.Z. Agnes, Praha, 2008.
- O lidech, kteří onemocněli schizofrenií. Občanské sdružení Baobab, Praha, 2006.
- Chvála bláznovství 4: Luboš Plný, Silvie Vurcfeldová, Boris Škil, Jan Holub, Markéta Kolářová. Česká asociace pro psychické zdraví, Praha, 2003.